# Payback (economia)
Payback é um indicador do tempo de retorno de um investimento e um método de tomada de decisões que considera o tempo para obtenção dos valores e o montante que deverá ser retirado dos caixas.

## Tipos
Existem dois tipos de payback: o simples e o descontado.

### Simples
Payback simples é definido como o número de períodos (anos, meses, semanas etc.) para se recuperar o investimento inicial e é calculado ao somar  os valores dos fluxos de caixa auferidos, período a período, até que essa soma se iguale ao valor do investimento inicial.

### Descontado
Payback descontado é calculado a partir do fluxo de caixa, do resultado entre a receita e as despesas. Mas acrescenta-se então ao cálculo uma taxa de desconto que irá fazer a correção dos valores pelo período. Essa taxa, geralmente, é a taxa mínima de atratividade (TMA).